# Benoît Peschier
Benoît Peschier (* 21. května 1980 Guilherand-Granges, Francie) je bývalý francouzsko-řecký vodní slalomář, kajakář závodící v kategorii K1.
Na mistrovstvích světa získal jako reprezentant Francie v závodech hlídek K1 zlatou (2005) a bronzovou (2002) medaili. Na Letních olympijských hrách 2004 v Athénách vyhrál individuální závod K1.
V letech 2009 a 2010 reprezentoval Řecko.